# Gašper Berlot
Gašper Berlot, né le 6 aout 1990 à Velenje, est un coureur slovène du combiné nordique. 

## Biographie
Actif au niveau international depuis 2005, il démarre en Coupe du monde en janvier 2009 à Val di Fiemme, où il est 25e, place synonyme de premiers points. Quelques semaines plus tard, il est quatrième des Championnats du monde junior, puis prend part aux Championnats du monde sénior à Liberec, terminant au mieux 26e.
Aux Jeux olympiques d'hiver de 2010, il est deux fois 37e en individuel, juste après avoir décroché une médaille de bronze par équipes aux Championnats du monde junior à Hinterzarten.
En février 2011, il signe son unique podium individuel dans la Coupe continentale à Eisenerz. À l'été 2011, il est notamment quatrième d'une épreuve du Grand Prix à Oberwiesenthal. Lors de l'édition 2012 du Grand Prix, il atteint le podium au même lieu avec une troisième place. Dans la Coupe du monde, il obtient son meilleur résultat en janvier 2014, où il est seizième à Tchaïkovski. Il est ensuite présent aux Jeux olympiques de Sotchi, où il est 34e et 33e.
Il dispute sa dernière saison dans l'élite en 2016.

## Palmarès

### Jeux olympiques
| Épreuve / Édition | Épreuve / Édition | Vancouver 2010 | Sotchi 2014 |
| Par équipes       | Par équipes       | —              | —           |
| Gundersen         | PT                | 37e            | 34e         |
| Gundersen         | GT                | 37e            | 33e         |

### Championnats du monde
| Épreuve / Édition  | Épreuve / Édition  | Liberec 2009                     | Oslo 2011                        | Val di Fiemme 2013               | Falun 2015                       |
| Départ en ligne    | Départ en ligne    | 40e                              | Épreuve inexistante à cette date | Épreuve inexistante à cette date | Épreuve inexistante à cette date |
| Gundersen          | PT                 | 38e                              | 37e                              | 44e                              | 39e                              |
| Gundersen          | GT                 | 26e                              | 29e                              | 40e                              | 32e                              |
| Par équipes        | Par équipes        | -                                | Épreuve inexistante à cette date |                                  | Épreuve inexistante à cette date |
| Par équipes        | PT                 | Épreuve inexistante à cette date | 8e                               | 9e                               | -                                |
| Par équipes        | GT                 | Épreuve inexistante à cette date | 10e                              | Épreuve inexistante à cette date | Épreuve inexistante à cette date |
| Sprint par équipes | Sprint par équipes | Épreuve inexistante à cette date | Épreuve inexistante à cette date |                                  | 10e                              |

- : n'a pas participé à l'épreuve

### Coupe du monde
- Meilleur classement général : 36e en 2015.
- Meilleur résultat individuel : 16e.

#### Différents classements en Coupe du monde
| Année     | Classement général final |
| 2008-2009 | 68e                      |
| 2009-2010 | 66e                      |
| 2010-2011 | 46e                      |
| 2011-2012 | 51e                      |
| 2012-2013 | 65e                      |
| 2013-2014 | 54e                      |
| 2014-2015 | 36e                      |

### Championnat du monde juniors
| Épreuve / Édition | Épreuve / Édition | Tarvisio 2007 | Zakopane 2008 | Štrbské Pleso 2009 | Hinterzarten 2010 |
| Gundersen         | Gundersen         | 28e           | 21e           | 19e                | 16e               |
| Sprint            | Sprint            | 22e           | 15e           | 4e                 | 19e               |
| Par équipes       | Par équipes       | 10e           | -             | 12e                | Bronze            |

### Coupe continentale
Il a réalisé un podium (3e place) le 6 février 2011.

### Grand prix d'été
| Épreuve / Édition | 2009 | 2010 | 2011 | 2012 | 2013 |
| Classement final  | 17e  | 23e  | 12e  | 12e  | 16e  |

Lors de l'édition 2012, il a fini 3e du sprint par équipes de Oberwiesenthal le 25 aout 2012 et 3e de l'épreuve individuelle disputée le lendemain.
En 2013, il se classe 16e au classement général.

### Coupe OPA
Gašper Berlot a remporté la coupe de l'organisation des pays alpins en 2008/2009.

### Championnat de Slovénie
| Épreuve / Édition | 2004 | 2005 | 2006 | 2007 | 2008                        | 2009            | 2010            | 2011 | 2012 | 2013  |
| Hiver             | 17e  |      |      | 6e   | 1er (sprint)                | 1er (Gundersen) | 2e              | 3e   |      |       |
| Eté               |      | 11e  | 7e   |      | 2e (sprint) 1er (Gundersen) | 1er (Gundersen) | 1er (Gundersen) | 3e   | 4e   | 2e 2e |